# Mark van Bommel
Mark Peter Gertuda Andreas van Bommel, röviden Mark van Bommel (Maasbracht, 1977. április 22. –) holland labdarúgó, a válogatott tagjaként 79-szer szerepelt. Védekező középpályás poszton játszott. Pályafutása során több európai élcsapatban futballozott, hisz volt a Barcelona, a Bayern München és a Milan játékosa is. Pályafutását ott fejezte be 2013-ban, ahol korábban felfigyeltek rá; a PSV Eindhovennél, csapatkapitányként.

## Pályafutása
Van Bommel az amatőr pályafutását a helyi klubban, az RKVV Maasbracht-ban kezdte, mielőtt hivatásos szerződést kötött volna a Fortuna Sittard-dal 1992-ben. Néhány csapattársa a Fortunanál abból az időből később csatlakozott vele együtt a PSV Eindhovenhez, név szerint Wilfred Bouma és Kevin Hofland.

### PSV Eindhoven
Van Bommel 1999-ben aláírt a PSV-vel, ahol ő szervezte a középpályát együtt a svájci válogatott Johann Vogel-lel. Három Eredivisie bajnoki címet nyert a klubbal és két Johan Cruijff-schaal-t. Megválasztották az év holland labdarúgójának 2001-ben és 2005-ben is.
Az utolsó szezonjában a PSV-ben hozzásegítette a csapatot a holland bajnoki címhez és a Bajnokok Ligája elődöntőbe jutáshoz, és azt remélte, hogy csatlakozhat az apósához, Bert van Marwijkhoz, aki abban az időben a Bundesligában szereplő Borussia Dortmund vezetőedzője volt, de Van Bommel azt választotta, hogy a PSV-nél marad a 2004/2005-ös szezon végéig.
Azután, hogy kiestek az AC Milan ellen a Bajnokok Ligája elődöntőjében, összefüggésbe hozták az FC Barcelona-val, a Real Madrid-dal és az AC Milan-nal. Április végén a holland bajnoki címmel a kezében a PSV-nél, megerősítette, hogy szeretne csatlakozni az FC Barcelonához, és 2005 májusában a katalán klub leigazolta.

### FC Barcelona
Frank Rijkaard-nál, az új edzőjénél a Barcelonában Van Bommel 24 mérkőzésen játszott, és kétszer szerzett gólt az első idényében, megnyerte a La Liga-t és az UEFA Bajnokok Ligáját olyan játékosokkal, mint például Ronaldinho, Samuel Eto'o és Ludovic Giuly.

### FC Bayern München
2006. augusztus 26-án a Bayern München managere, Uli Hoeneß bejelentette, hogy Van Bommel csatlakozni fog a bajorokhoz. A médiajelentések azon elmélkedtek, hogy ez hatással lesz Owen Hargreaves folyamatban lévő átigazolására, de Hoeneß ragaszkodott a klub tervéhez, hogy mindkét játékos ott marad a klubnál . A Bayern München 7,7 millió eurót fizetett a Barcelonának az üzletért.
A Bayern Münchennél Van Bommel bebizonyította, hogy kulcsjátékos, 6 gólt szerzett 30 fellépésén. Köszönhetően a kiváló teljesítményének az első szezonja alatt a Bayernnél megválasztották Az év bajor játékosának a 2006/07-es idényben, megelőzve a hosszú időn keresztül a szurkolók kedvencét, Roy Makaayt és Mehmet Schollt. 2011-ben igazolt el ingyen az AC Milanba..

### Befejezés
A 2012/13-as idényt ismételten a PSV-nél töltötte. Az idény utolsó mérkőzésén bejelentette visszavonulását, így játékoskarrierje 2013. május 12-én ért véget.
Van Bommel kifejezetten durva játékos volt, játékos-karrierjéhez hozzátartozott, hogy igen sűrűn állították ki. Az utolsó lejátszott mérkőzésen is idő előtt volt kénytelen elhagyni a játékteret.

### Nemzetközi pályafutása
2000. október 7-én volt a bemutatkoizása a holland labdarúgó-válogatottban Ciprus ellen, amit 4:0-ra nyertek meg. Mindamellett az 'Oranje'-ben nem játszott fő tornákon egészen 2006-ig, a holland-válogatott elbukta a selejtezőket a 2002-es labdarúgó-világbajnokságra, a portugáliai 2004-es labdarúgó-Európa-bajnokság előtt pedig megsérült.
A holland-válogatott szövetségi kapitánya, Marco van Basten elégedetlen volt Van Bommel védekező teljesítményével a Románia elleni 2006-os labdarúgó-világbajnokság selejtező mérkőzésén, és később nem válogatta be a maradék selejtezőkre. Sok holland labdarúgó megfigyelő azt vélte, hogy Van Bommel nemzetközi pályafutása véget ért, de ismét beválogatták a holland keretbe a 2006-os világbajnokságra.
A 2006-os világbajnokságon Van Bommel minden mérkőzésen játszott, kivéve az Argentína ellenin, ahol már mindkét csapat biztosította a helyét az egyenes kiesési szakaszra. A posztja a csapatban jobb szélső volt. A feladata főleg a rögzítő szerep megjátszása volt a hollandok 3 emberes középpályáján az általuk használt 4-3-3-as formációban.
Ő volt az első játékos, aki a holland csapat vereségének Portugália ellen a 'Nürnbergi csata' gúnynevet adta a sajtóban. A világbajnokság után Van Bommelt nem hívták be a 2008-as labdarúgó-Európa-bajnokság selejtezőjére Luxemburg és Fehéroroszország ellen. 2006 szeptemberében, miután visszatért a Bayernbe, Van Basten behívta a keretbe Bulgária ellen; azonban Van Bommel kijelentette (együtt Ruud van Nistelrooy-jal), hogy többé nem szándékozik az 'Oranjében' játszani, amíg Van Basten a kapitány. Van Bommel 40-szer volt válogatott és 7 gólt szerzett a holland-labdarúgó-válogatottban.

## Sikerek, díjak
- Fortuna Sittard
  - Eerste Divisie: 1994–95

- PSV Eindhoven
  - Eredivisie: 1999–00, 2000–01, 2002–03, 2004–05
  - Holland kupa: 2004–05
  - Holland szuperkupa: 2000, 2001, 2003, 2012

- Barcelona
  - La Liga: 2005–06
  - Spanyol szuperkupa: 2005
  - UEFA-bajnokok ligája: 2005–06

- Bayern München
  - Bundesliga: 2007–08, 2009–10
  - Német kupa: 2007–08, 2009–10

- AC Milan
  - Serie A: 2010–11
  - Olasz szuperkupa: 2011

## Játékos statisztikái

### Klubokban
| Klub            | Szezon         | League          | League | Kupa            | Kupa  | Európai         | Európai | Összesen        | Összesen |
| Klub            | Szezon         | Pályára lépések | Gólok  | Pályára lépések | Gólok | Pályára lépések | Gólok   | Pályára lépések | Gólok    |
| --------------- | -------------- | --------------- | ------ | --------------- | ----- | --------------- | ------- | --------------- | -------- |
| Fortuna Sittard | 1992–93        | 1               | 0      | 0               | 0     | 0               | 0       | 1               | 0        |
| Fortuna Sittard | 1993–94        | 13              | 0      | 0               | 0     | 0               | 0       | 13              | 0        |
| Fortuna Sittard | 1994–95        | 31              | 7      | 0               | 0     | 0               | 0       | 31              | 7        |
| Fortuna Sittard | 1995–96        | 27              | 0      | 0               | 0     | 0               | 0       | 27              | 0        |
| Fortuna Sittard | 1996–97        | 19              | 0      | 0               | 0     | 0               | 0       | 19              | 0        |
| Fortuna Sittard | 1997–98        | 31              | 1      | 0               | 0     | 0               | 0       | 31              | 1        |
| Fortuna Sittard | 1998–99        | 31              | 5      | 0               | 0     | 0               | 0       | 31              | 5        |
| Fortuna Sittard | összesen       | 153             | 13     | 0               | 0     | 0               | 0       | 153             | 13       |
| PSV             | 1999–00        | 33              | 6      | 0               | 0     | 4               | 0       | 37              | 6        |
| PSV             | 2000–01        | 32              | 7      | 4               | 0     | 11              | 2       | 47              | 9        |
| PSV             | 2001–02        | 23              | 4      | 3               | 0     | 7               | 2       | 33              | 6        |
| PSV             | 2002–03        | 28              | 9      | 3               | 0     | 6               | 0       | 37              | 9        |
| PSV             | 2003–04        | 23              | 6      | 1               | 0     | 8               | 1       | 32              | 7        |
| PSV             | 2004–05        | 30              | 14     | 3               | 1     | 14              | 2       | 47              | 17       |
| PSV             | összesen       | 169             | 46     | 14              | 1     | 50              | 7       | 233             | 54       |
| Barcelona       | 2005–06        | 24              | 2      | 3               | 1     | 9               | 1       | 36              | 4        |
| Barcelona       | összesen       | 24              | 2      | 3               | 1     | 9               | 1       | 36              | 4        |
| Bayern München  | 2006–07        | 29              | 6      | 3               | 1     | 8               | 1       | 40              | 8        |
| Bayern München  | 2007–08        | 27              | 2      | 6               | 0     | 13              | 1       | 46              | 3        |
| Bayern München  | 2008–09        | 29              | 2      | 3               | 0     | 9               | 1       | 41              | 3        |
| Bayern München  | 2009–10        | 25              | 1      | 4               | 0     | 9               | 1       | 38              | 2        |
| Bayern München  | 2010–11        | 13              | 0      | 2               | 0     | 3               | 0       | 18              | 0        |
| Bayern München  | összesen       | 123             | 11     | 18              | 1     | 42              | 4       | 183             | 16       |
| Milan           | 2010–11        | 14              | 0      | 2               | 0     | 0               | 0       | 16              | 0        |
| Milan           | 2011–12        | 25              | 0      | 3               | 0     | 6               | 0       | 34              | 0        |
| Milan           | összesen       | 39              | 0      | 5               | 0     | 6               | 0       | 50              | 0        |
| PSV             | 2012–13        | 28              | 6      | 3               | 1     | 3               | 1       | 31              | 8        |
| PSV             | összesen       | 28              | 6      | 3               | 1     | 3               | 1       | 31              | 8        |
| Teljes Karrier  | Teljes Karrier | 536             | 78     | 43              | 5     | 119             | 13      | 686             | 95       |

### A válogatottban
| Hollandia | Hollandia       | Hollandia |
| Év        | Pályára lépések | Gólok     |
| --------- | --------------- | --------- |
| 2000      | 3               | 0         |
| 2001      | 7               | 4         |
| 2002      | 5               | 0         |
| 2003      | 7               | 1         |
| 2004      | 8               | 2         |
| 2005      | 4               | 0         |
| 2006      | 6               | 0         |
| 2007      | 0               | 0         |
| 2008      | 6               | 1         |
| 2009      | 7               | 1         |
| 2010      | 14              | 1         |
| 2011      | 6               | 0         |
| 2012      | 6               | 0         |
| összesen  | 79              | 10        |

### Góljai a válogatottban
| #   | Dátum               | Helyszín                                | Ellenfél      | Gól | Végeredmény | Verseny                                        |
| --- | ------------------- | --------------------------------------- | ------------- | --- | ----------- | ---------------------------------------------- |
| 1.  | 2001. március 14.   | Mini Estadi, Barcelona, Spanyolország   | Andorra       | 0–5 | 0–5         | 2002-es labdarúgó-világbajnokság-selejtező     |
| 2.  | 2001. augusztus 15. | White Hart Lane, London, Anglia         | Anglia        | 0–1 | 0–2         | Barátságos mérkőzés                            |
| 3.  | 2001. szeptember 5. | Philips Stadion, Eindhoven, Hollandia   | Észtország    | 2–0 | 5–0         | 2002-es labdarúgó-világbajnokság-selejtező     |
| 4.  | 2001. szeptember 5. | Philips Stadion, Eindhoven, Hollandia   | Észtország    | 4–0 | 5–0         | 2002-es labdarúgó-világbajnokság-selejtező     |
| 5.  | 2003. április 2.    | Sheriff Stadium, Tiraspol, Moldova      | Moldova       | 1–2 | 1–2         | 2004-es labdarúgó-Európa-bajnokság (selejtező) |
| 6.  | 2004. augusztus 18. | Råsunda Stadion, Solna, Svéd            | Svédország    | 1–2 | 2–2         | Barátságos mérkőzés                            |
| 7.  | 2004. szeptember 3. | Galgenwaard Stadium, Utrecht, Hollandia | Liechtenstein | 1–0 | 3–0         | Barátságos mérkőzés                            |
| 8.  | 2008. október 15.   | Ullevaal Stadion, Oslo, Norvégia        | Norvégia      | 0–1 | 0–1         | 2010-es labdarúgó-világbajnokság-selejtező     |
| 9.  | 2009. június 6.     | Laugardalsvöllur, Reykjavík, Izland     | Izland        | 0–2 | 1–2         | 2010-es labdarúgó-világbajnokság-selejtező     |
| 10. | 2010. június 5.     | Amsterdam Arena, Amszterdam, Hollandia  | Magyarország  | 4–1 | 6–1         | Barátságos mérkőzés                            |

## Edzői statisztika
2024. január 24-én lett frissítve.
| Csapat        | Nemzet      | –tól             | –ig                | Eredményességi mutató | Eredményességi mutató | Eredményességi mutató | Eredményességi mutató | Eredményességi mutató | Eredményességi mutató | Eredményességi mutató | Eredményességi mutató | Eredményességi mutató |
| M             | Gy          | D                | V                  | RG                    | KG                    | GK                    | GY%                   | Jegy.                 |                       |                       |                       |                       |
| ------------- | ----------- | ---------------- | ------------------ | --------------------- | --------------------- | --------------------- | --------------------- | --------------------- | --------------------- | --------------------- | --------------------- | --------------------- |
| PSV Eindhoven | Hollandia   | 2018. június 22. | 2019. december 16. | 75                    | 44                    | 15                    | 16                    | 175                   | 83                    | +92                   | 58.67                 | [ 4 ] [ 5 ]           |
| VfL Wolfsburg | Németország | 2021. július 1.  | 2021. október 24.  | 13                    | 4                     | 3                     | 6                     | 11                    | 18                    | −7                    | 30.77                 |                       |
| Royal Antwerp | Belgium     | 2022. május 26.  | Jelenleg is        | 85                    | 47                    | 20                    | 18                    | 153                   | 87                    | +66                   | 55.29                 |                       |
| összesen      | összesen    | összesen         | összesen           | 173                   | 95                    | 38                    | 40                    | 339                   | 189                   | +150                  | 54.91                 | —                     |

## Külső hivatkozások
- Profil a Bayern München hivatalos honlapján (angolul)
- Mark van Bommel hivatalos honlapja
- Pályafutása statisztikái a fussbaldaten.de-n
- Mark van Bommel profil, statisztikák, díjak a footballdatabase.com-on

| Előző Boudewijn Zenden    | Az év hollandiai labdarúgó tehetsége 1998–1999 | Következő Arnold Bruggink      |
| Előző Ruud van Nistelrooy | Az év holland labdarúgója 2000–2001            | Következő Pierre van Hooijdonk |
| Előző Maxwell             | Az év holland labdarúgója 2004–2005            | Következő Dirk Kuijt           |
| Előző Maxwell             | Holland Aranycipő győztese 2005                | Következő Címvédő              |